# Lista över världsrekord i friidrott satta 2010
Det här är en lista över världsrekord i friidrott satta 2010. Det är bara rekord godkända av IAAF som återfinns i listan. 

## Inomhus
| Idrottare                                                                                | Land      | Gren            | Rekord      | Tävling                              | Plats        | Datum            | Gällde till      |
| ---------------------------------------------------------------------------------------- | --------- | --------------- | ----------- | ------------------------------------ | ------------ | ---------------- | ---------------- |
| Moskva-1: Tatiana Andrianova, Oksana Spasovhodskaja, Jelena Kofanova, Jevgenija Zinurova | Ryssland  | 4x800 m kvinnor | 8.12,41     | Ryska inomhusmästerskapen            | Moskva       | 28 februari 2010 | 18 februari 2011 |
| Ashton Eaton                                                                             | USA       | Sjukamp män     | 6 499       | NCAA Division I Indoor Championships | Fayetteville | 13 mars 2010     | 6 februari 2011  |
| Teddy Tamgho                                                                             | Frankrike | Tresteg män     | 17,90 meter | Inomhus-VM                           | Doha         | 14 mars 2010     | 20 februari 2011 |

## Utomhus
| Idrottare              | Land    | Gren                  | Rekord      | Tävling                    | Plats     | Datum             | Gällde till       |
| ---------------------- | ------- | --------------------- | ----------- | -------------------------- | --------- | ----------------- | ----------------- |
| Zersenay Tadese        | Eritrea | 20 km män             | 55.21       | Meia Maratona de Lisboa    | Lissabon  | 21 mars 2010      | 1 november 2017   |
| Zersenay Tadese        | Eritrea | Halvmaraton män       | 58.23       | Meia Maratona de Lisboa    | Lissabon  | 21 mars 2010      | 15 september 2019 |
| Samuel Kiplimo Kosgei  | Kenya   | 25 km män             | 1:11.50     | Berlin BIG 25              | Berlin    | 9 maj 2010        | 5 maj 2012        |
| Mary Jepkosgei Keitany | Kenya   | 25 km kvinnor         | 1:19.53     | Berlin BIG 25              | Berlin    | 9 maj 2010        | 1 november 2017   |
| Anita Włodarczyk       | Polen   | Släggkastning kvinnor | 78,30 meter | Bydgoszcz Enea Cup         | Bydgoszcz | 6 juni 2010       | 21 maj 2011       |
| David Lekuta Rudisha   | Kenya   | 800 meter män         | 1.41,09     | ISTAF Berlin               | Berlin    | 22 augusti 2010   | 29 augusti 2010   |
| David Lekuta Rudisha   | Kenya   | 800 meter män         | 1.41,01     | IAAF World Challenge       | Rieti     | 29 augusti 2010   | 9 augusti 2012    |
| Leonard Patrick Komon  | Kenya   | 10 km män             | 26.44       | Utrecht Singelloop         | Utrecht   | 26 september 2010 | 1 december 2019   |
| Leonard Patrick Komon  | Kenya   | 15 km män             | 41.13       | Nijmegen Zevenheuvelenloop | Nijmegen  | 21 november 2010  | 1 november 2017   |

## U20-rekord
| Idrottare   | Land     | Gren                  | Rekord  | Tävling                           | Plats   | Datum             | Gällde till |
| ----------- | -------- | --------------------- | ------- | --------------------------------- | ------- | ----------------- | ----------- |
| Almaz Ayana | Etiopien | 3000 m hinder flickor | 9.22,51 | Memorial van Damme                | Bryssel | 27 augusti 2010   | 26 maj 2011 |
| Wang Zhen   | Kina     | 10 km gång pojkar     | 37.44   | IAAF Race Walking Challenge Final | Beijing | 18 september 2010 | gäller 2022 |

## U20-inomhusrekord
Vid sin kongress 2011 beslutade IAAF att införa inomhusvärldsrekord för juniorer. De nya reglerna började gälla 1 november 2011. I samband med det publicerades en lista över tidigare prestationer som godkändes som de första rekorden.
| Idrottare          | Land     | Gren                  | Rekord  | Tävling                          | Plats         | Datum            | Gällde till      |
| ------------------ | -------- | --------------------- | ------- | -------------------------------- | ------------- | ---------------- | ---------------- |
| Kalkidan Gezahegne | Etiopien | 1 500 m flickor       | 4.03,28 | GE-galan                         | Stockholm     | 10 februari 2010 | 20 februari 2016 |
| Kalkidan Gezahegne | Etiopien | 1 engelsk mil flickor | 4.24,10 | Birmingham Indoor Grand Prix     | Birmingham    | 20 februari 2010 | gäller 2022      |
| Eusebio Cáceres    | Spanien  | Sjukamp pojkar        | 5 984   | Spanska juniorinomhsmästerskapen | San Sebastian | 7 mars 2010      | 14 februari 2021 |